# One Canada Square

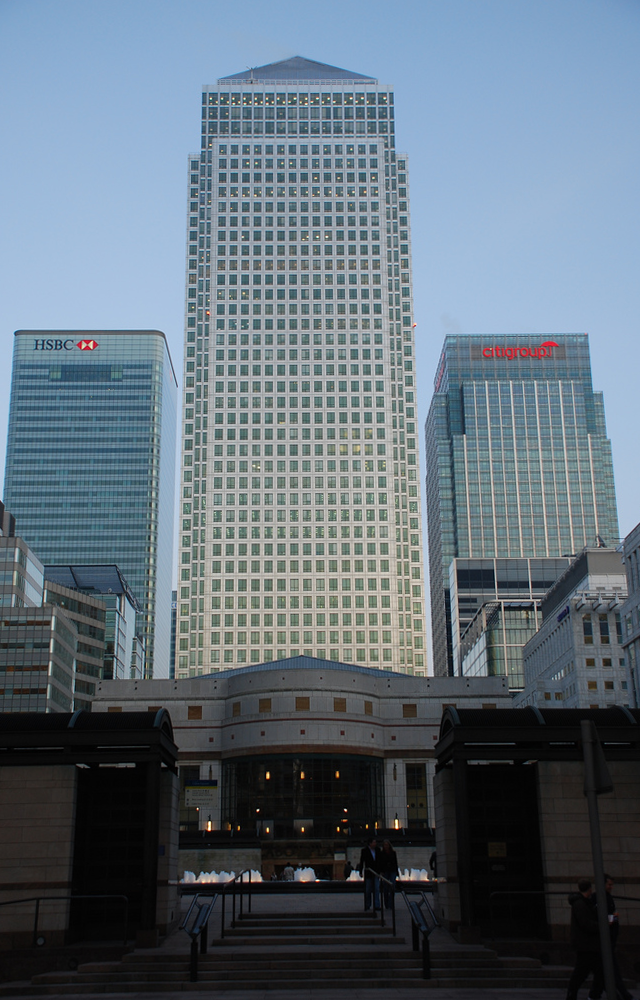
One Canada Square al centro, 8 Canada Square izquierda, 25 Canada Square derecha.

El One Canada Square es un rascacielos de la ciudad británica de Londres, en la zona conocida como Docklands. Es uno de los más altos de la ciudad y fue durante un corto lapso el más alto de Europa (sin considerar Rusia).

## Características
Es el edificio central del Canary Wharf por lo que se lo conoce también como torre Canary Wharf. Su nombre hace referencia a la compañía canadiense Olympia & York. Hasta hace poco se trataba del edificio más alto del Reino Unido y uno de los más altos de Europa ahora superado por el rascacielos Shard London Bridge con 310 metros que finalizó su construcción en 2012. One Canada Square cuenta con 235 metros de altura repartidos entre sus 50 plantas (el proyecto inicial era de 60). 

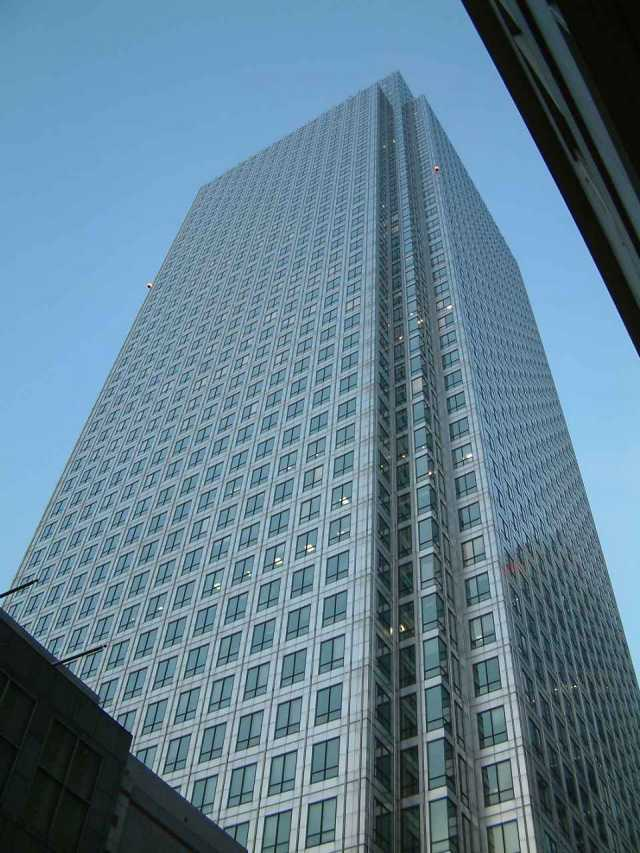
One Canada Square.

Fue diseñado por el arquitecto argentino César Pelli y su construcción finalizó en 1991. El rascacielos, perfectamente identificable desde una gran distancia, tiene forma de obelisco, con una especie de pirámide en la cúspide de acero inoxidable. Tiene el estilo capitalista de los años 1980. En 1990, durante su construcción, superó al anterior edificio más alto del Reino Unido, el Tower 42 (183 m).
One Canada Square también apareció en muchos comerciales de televisión y en el programa de televisión The Apprentice, pero fue un centro de transmisión por derecho propio. En los años 90 la torre acogió la estación de televisión L!VE TV.